# オリンピックのコートジボワール選手団
オリンピックのコートジボワール選手団は、1964年東京オリンピックから参加した。1976年モントリオールオリンピックでは、当時人種隔離政策を行っていた南アフリカへニュージーランドラグビー代表が遠征したことに抗議しアフリカ諸国がボイコットにより不参加および大会期間中の選手団帰国という事態になったが、アフリカ諸国のなかでコートジボワール選手団とセネガル選手団だけはボイコットも選手団の引き上げも行われなかった経緯がある。1980年モスクワオリンピックは西側諸国とともにボイコットによる不参加となったものの、その他の大会には全て参加を続けている。ただし、冬季オリンピックへの参加はまだない。

## 概要
これまでに獲得したメダルは、1984年ロサンゼルスオリンピックの陸上競技男子400mでガブリエル・ティアコーが獲得した銀メダル、2016年リオデジャネイロオリンピックのテコンドー男子80kg級でシェイク・サラ・シセが獲得した金メダル、同女子67kg級でルース・バグビが獲得した銅メダル、2020年東京オリンピックテコンドー女子67kg級でバグビが獲得した銅メダル、2024年パリオリンピックテコンドー男子80kg超級でシセが獲得した銅メダルの5個である。

### 日本での呼称について
1964年の東京オリンピック開催当時、日本国政府はコートジボワールの公用語であるフランス語名を意訳した「象牙海岸」（ぞうげかいがん）の外名を使用していたが、選手団名は英語圏で用いられている意訳の外名"Ivory Coast"に基づき「アイボリーコースト」とされ、開会式では英語名のアルファベット順でイタリア（Italy）とジャマイカ（Jamaica）の間に当たる43番目で入場した。
1984年のロサンゼルスオリンピックまでの間、日本語文献での本選手団に関する言及は、現地公用語の通り「コートジボワール」とするものや「象牙海岸」もしくは「アイボリーコースト」とするものが混在していたが、1986年に日本政府がコートジボワール政府から個別に外名の変更（意訳の「象牙海岸」使用取りやめ）を要請されたことに伴い、1988年ソウルオリンピック以降は原則として「コートジボワール」に統一されるようになった。類似の事例には、1994年リレハンメルオリンピックから2014年ソチオリンピックまで「グルジア選手団」と呼ばれていたジョージア選手団がある。
国際オリンピック委員会（IOC）公用語のフランス語では加盟時から一貫して"Côte d'Ivoire"の名称だが、第二公用語の英語では日本政府の外名変更と同時期に"Ivory Coast"からフランス語と同じ"Côte d'Ivoire"に変更されている。しかし、英語圏ではなお意訳の"Ivory Coast"として言及される事例が見られる。

## メダル獲得数一覧

### 夏季オリンピック
| 大会名                | 金     | 銀     | 銅     | 計     |
| 1964 東京             | 0      | 0      | 0      | 0      |
| 1968 メキシコシティー | 0      | 0      | 0      | 0      |
| 1972 ミュンヘン       | 0      | 0      | 0      | 0      |
| 1976 モントリオール   | 0      | 0      | 0      | 0      |
| 1980 モスクワ         | 不参加 | 不参加 | 不参加 | 不参加 |
| 1984 ロサンゼルス     | 0      | 1      | 0      | 1      |
| 1988 ソウル           | 0      | 0      | 0      | 0      |
| 1992 バルセロナ       | 0      | 0      | 0      | 0      |
| 1996 アトランタ       | 0      | 0      | 0      | 0      |
| 2000 シドニー         | 0      | 0      | 0      | 0      |
| 2004 アテネ           | 0      | 0      | 0      | 0      |
| 2008 北京             | 0      | 0      | 0      | 0      |
| 2012 ロンドン         | 0      | 0      | 0      | 0      |
| 2016 リオデジャネイロ | 1      | 0      | 1      | 2      |
| 2020 東京             | 0      | 0      | 1      | 1      |
| 2024 パリ             | 0      | 0      | 1      | 1      |
| 合計                  | 1      | 1      | 3      | 5      |

### 夏季オリンピック競技別
| 競技           | 金 | 銀 | 銅 | 計 |
| -------------- | -- | -- | -- | -- |
| テコンドー     | 1  | 0  | 3  | 4  |
| 陸上競技       | 0  | 1  | 0  | 1  |
| 計 (競技数: 2) | 1  | 1  | 3  | 5  |